# Julius Egghard
Julius Egghard (24. dubna 1834, Vídeň jako Julius Sigismund Egghard - 22. března 1867 tamtéž) byl rakouský klavírista a hudební skladatel. Nejde o Julia hrabě z Hardeggu (1833–1900), jak se někdy chybně uvádí v literatuře. 

## Život

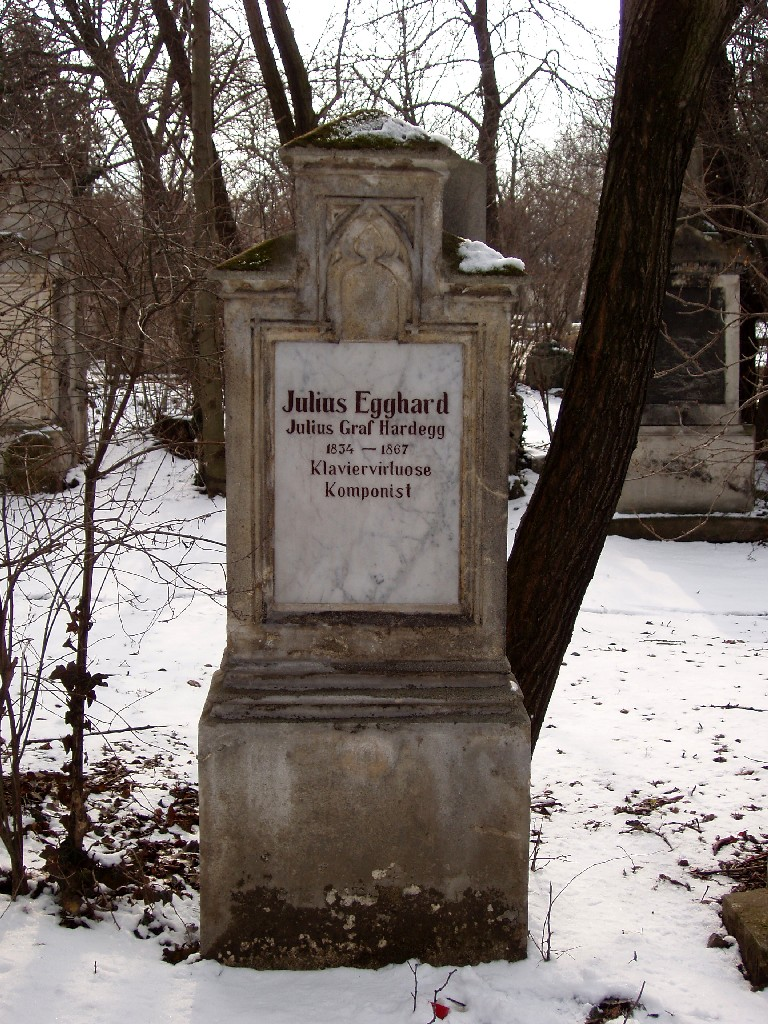
Egghardův hrob na hřbitově svatého Marka ve Vídni

Egghard byl žákem Carla Czerného a Simona Sechtera a na veřejnosti poprvé vystupoval v 15 letech.
V roce 1851 se vydal na úspěšné koncertní turné po habsburské monarchii a Německu.
Na sólovém koncertě ve Výmaru na světové premiéře uvedl Schubertovu Tulákovu fantasii C dur, kterou pro klavír a orchestr upravil Ferenc Liszt.
Jako skladatel vytvořil Egghard více než 250 salonních skladeb.
V roce 1853 odjel na dva roky do Paříže.
Poté se vrátil do Vídně, kde se mu roku 1858 narodil syn Julius Vilém. O 9 let později, ve věku pouhých 32 let, zemřel Julius Egghard starší na zánět pobřišnice.